# Proletarskoje (Kaliningrad)
Proletarskoje (russisch Пролетарское, deutsch Legnitten, litauisch Legnyčiai) ist ein Ort in der russischen Oblast Kaliningrad (Gebiet Königsberg (Preußen)). Er gehört zur Pogranitschnoje selskoje posselenije (Landgemeinde Pogranitschny (Hermsdorf)) im Rajon Bagrationowsk (Kreis Preußisch Eylau).

## Geographische Lage
Proletarskoje liegt südöstlich von Nowo-Moskowskoje (Poplitten) sowie südlich der Bahnlinie von Kaliningrad (Königsberg) nach Mamonowo (Heiligenbeil) und weiter bis Polen (Teilstück der ehemaligen Preußischen Ostbahn) und ist 23 Kilometer von der früheren Kreisstadt Mamonowo entfernt. 

## Geschichte
Das Dorfbild des früher Legnitten genannten Ortes bestand vor 1945 aus weit verstreuten großen und kleinen Höfen. Seine erste Erwähnung fand das Dorf im Jahre 1407. 
Zwischen 1874 und 1945 war Legnitten in den Amtsbezirk Pörschken eingegliedert und gehörte zum Landkreis Heiligenbeil im Regierungsbezirk Königsberg der preußischen Provinz Ostpreußen. Im Jahre 1910 waren hier 236 Einwohner registriert, 1933 waren es bereits 345 und 1939 noch 305.
Im Jahre 1945 kam Legnitten mit seinen Ortsteilen Albeneck (Vorwerk), Grünwehr (Gut) und Praußen (Gut) zusammen mit dem nördlichen Ostpreußen zur Sowjetunion und erhielt 1947 die russische Bezeichnung „Proletarskoje“. Bis zum Jahr 2009 war der Ort in den Pogrnitschni selski sowjet (Dorfsowjet Pogranitschny (Hermsdorf)) eingegliedert und ist seither – aufgrund einer Struktur- und Verwaltungsreform – eine als „Siedlung“ (russisch: possjolok) eingestufte Ortschaft innerhalb der neu formierten Pogranitschnoje selskoje posselenije (Landgemeinde Pogranitschny). Damit auch liegt der Ort nicht mehr wie vor 1945 im Landkreis Heiligenbeil, sondern gehört jetzt zum Rajon Bagrationowsk (Kreis Preußisch Eylau).

## Kirche
Vor 1945 waren die allermeisten Einwohner Legnittens evangelischer Konfession. Das Dorf war in das Kirchspiel Pörschken eingepfarrt, das zum Kirchenkreis Heiligenbeil (heute russisch: Mamonowo) in der Kirchenprovinz Ostpreußen der Kirche der Altpreußischen Union gehörte. Der letzte deutsche Geistliche war Pfarrer Bruno Link.
Heute liegt Proletarskoje im Einzugsbereich der in den 1990er Jahren neu gegründeten evangelisch-lutherischen Gemeinde in Nowo-Moskowskoje (Poplitten). Sie ist eine Filialgemeinde der Auferstehungskirche in  Kaliningrad (Königsberg) innerhalb der Propstei Kaliningrad der Evangelisch-lutherischen Kirche Europäisches Russland (ELKER).

## Persönlichkeit des Ortes
- Erwin Scharfenorth (* 1901 in Legnitten; † 1966), deutscher Journalist („Die Welt“, „Preußische Allgemeine Zeitung“)